# Arn, le royaume au bout du chemin
Série
Arn, chevalier du Temple
(2007)
Pour plus de détails, voir Fiche technique et Distribution.
Arn, le royaume au bout du chemin (Arn: Riket vid vägens slut) est un film réalisé par Peter Flinth, sorti en 2008. Il s'agit de la suite de Arn, chevalier du Temple.

## Fiche technique
- Titre : Arn, le royaume au bout du chemin
- Titre original : Arn: Riket vid vägens slut
- Réalisation : Peter Flinth
- Scénario : Hans Gunnarsson d'après le roman de Jan Guillou
- Photographie : Eric Kress
- Montage : Søren B. Ebbe et Morten Højbjerg
- Musique : Tuomas Kantelinen
- Pays d'origine :  Suède -  Danemark -  Finlande -  Norvège -  Royaume-Uni -  Allemagne
- Genre : Action et historique
- Date de sortie : 2008

## Distribution
- Joakim Nätterqvist : Arn Magnusson
- Sofia Helin : Cecilia Algotsdotter
- Stellan Skarsgård : Birger Brosa
- Bibi Andersson : Moder Rikissa
- Gustaf Skarsgård : Kung Knut
- Fanny Risberg : Cecilia Blanka
- Joel Kinnaman : Sverker Karlsson
- Jakob Cedergren : Ebbe Sunesson
- Martin Wallström : Magnus Månsköld
- Bill Skarsgård : Erik
- Driss Roukhe : Fakhr
- Valter Skarsgård : Jon
- Milind Soman : Saladin